# Deja sitio para el postre
Deja sitio para el postre fue un programa de televisión gastronómico español que buscaba al mejor repostero amateur del país. Estaba producido por Magnolia TV para el canal Cuatro. Su emisión comenzó el 3 de enero de 2014 con dos galas de presentación y los casting de selección de los concursantes, pero no fue hasta el día 14 del mismo mes cuando arrancó el programa de manera oficial. Cinco semanas después de su estreno, el programa fue trasladado a la noche de los viernes, donde se emitió hasta el final, que tuvo lugar el 21 de marzo de 2014.

## Historia
De 3.000 candidatos, fueron seleccionados 30 finalistas para participar en la fase definitiva del casting y entrar en la «Academia del Gusto», antesala del inicio del concurso. El polémico casting, dónde la gente se sintió maltratada y humillada, fue indignante. Se pueden leer relatos de las experiencias en primera persona en la web oficial de los participantes. Organizados en grupos según el perfil televisivo que tuviesen (para nada importaba la calidad de los postres) se enfrentaron a diferentes retos, todos ellos marcados por un componente navideño. Los resultados fueron determinantes para elegir a los dieciocho pasteleros que compiten como concursantes en el programa. Esta denominada «Academia del Gusto» abrió sus puertas el 7 de enero de 2014 a las 21:30 y comenzó con la organización de los 30 finalistas en tres equipos de 10 miembros. Cada equipo se enfrentó a tres pruebas para calibrar sus niveles técnicos y sus habilidades en la cocina.
La primera prueba fue carácter individual. En ella, debían mostrar sus conocimientos para hacer merengue. El segundo reto consistió en una prueba de equipo; elaboraron tres roscones de Reyes. La prueba final tuvo como protagonista a Paco Torreblanca, quien, tras impartir una clase magistral, propuso a los participantes el reto de preparar una Galette des Rois, tarta tradicional francesa creada para festejar el comienzo del nuevo año.

## Formato
Deja sitio para el postre está dirigido para los apasionados de la repostería, aficionados o semi-profesionales que quieran dar a conocer su aptitud, su técnica y sus creaciones. Divididos en equipos, los participantes tienen el asesoramiento y la colaboración de los tres expertos mentores que ayudan a cada grupo durante el diseño, elaboración y presentación de los postres.
En cada entrega del programa, hay sorpresas y giros inesperados en los que los mentores y diversos invitados participarán activamente en el concurso.

## Equipo
| Integrante           | Profesión (/Puesto)                                                           | Equipo |
| -------------------- | ----------------------------------------------------------------------------- | ------ |
| Raquel Sánchez Silva | Presentadora de televisión y escritora                                        |        |
| Paco Torreblanca     | Maestro pastelero y profesor de Escuela de cocina / Jurado jefe del obrador   |        |
| Amanda Laporte       | Cocinera de formación y estilista de cocina / Mentora y jurado                |        |
| David Pallás         | Repostero y especialista en Esculturas Gastronómicas / Mentor y jurado        |        |
| Sergi Vela           | Profesor de la Escuela de Hostelería y Turismo de Barcelona / Mentor y jurado |        |

## Temporadas
| Temporada | Temporada | Programas | Participantes | Estreno             | Final               | Ganador      | Media de espectadores | Cuota de pantalla |
| --------- | --------- | --------- | ------------- | ------------------- | ------------------- | ------------ | --------------------- | ----------------- |
|           | 1         | 10        | 18            | 14 de enero de 2014 | 21 de marzo de 2014 | David Molina | 1 020 000             | 6,2%              |

## Primera edición (2014)

### Aspirantes
| Nombre | Nombre                 | Procedencia | Edad | Ocupación                    | Duración | Información                             |
| ------ | ---------------------- | ----------- | ---- | ---------------------------- | -------- | --------------------------------------- |
|        | David Molina           | Lérida      | 32   | Ayudante de cocina           | 63 días  | Ganador                                 |
|        | Halima Mourid          | Safi        | 30   | Ama de casa                  | 63 días  | Subcampeona                             |
|        | Carla León             | Tenerife    | 24   | Actriz                       | 63 días  | 3.ª clasificada (Eliminada en LAdG)     |
|        | Rocío Arroyo           | Ciudad Real | 34   | Profesora de Cocina          | 63 días  | 4.ª clasificada                         |
|        | Bernabé Gómez          | Jaén        | 19   | Estudiante de Cocina         | 63 días  | 5.º clasificado                         |
|        | Geraldine Daniel       | Bretaña     | 32   | Propietaria de tienda online | 56 días  | 13.ª expulsada                          |
|        | Ángel Segura           | Alicante    | 19   | Ayudante de panadería        | 49 días  | 12.º expulsado                          |
|        | M.ª del Pilar Martínez | Cuenca      | 35   | Conductora de apisonadora    | 42 días  | 11.ª expulsada                          |
|        | Alicia Piguillem       | Barcelona   | 32   | Empresaria                   | 42 días  | 10.ª expulsada                          |
|        | Ingrid González        | Madrid      | 37   | Militar                      | 42 días  | 9.ª expulsada                           |
|        | Valentín Ruiz          | Ciudad Real | 39   | Ayudante de pastelería       | 35 días  | 8.º expulsado                           |
|        | Miriam Pérez           | Vizcaya     | 27   | Paleontóloga                 | 35 días  | 7.ª expulsada                           |
|        | Marta Dalmau           | Valencia    | 25   | Organizadora de bodas        | 21 días  | 6.ª expulsada                           |
|        | Pablo Margos           | Valencia    | 23   | Cocinero                     | 21 días  | 5.º expulsado                           |
|        | Ana María Gómez        | Cantabria   | 61   | Ama de casa                  | 21 días  | 4.ª expulsada                           |
|        | Antonio Tonino Abad    | Cádiz       | 40   | Amo de casa                  | 14 días  | 3.er expulsado                          |
|        | Ariocha Leo Socarras   | La Habana   | 40   | Bailarín                     | 7 días   | 2.º expulsado                           |
|        | Daniel Diéguez         | Pontevedra  | 33   | Artista multidisciplinar     | 1 día    | 1.er expulsado                          |
|        | Antonio Tony Valero    | Mallorca    | 54   | Exmaître                     | 1 día    | Abandono forzado por problemas de salud |

### Estadísticas semanales
| Eq. | Concursante   | Gala 1    | Gala 2    | Gala 3    | Gala 4    | Gala 5   | Gala 6    | Gala 7    | Gala 8    | Semifinal  | Final   |
| --- | ------------- | --------- | --------- | --------- | --------- | -------- | --------- | --------- | --------- | ---------- | ------- |
|     | David         | Inmune    | Inmune    | Salvado   | Inmune    | Inmune   | Salvado   | Inmune    | Nominado  | Finalista  | Ganador |
|     | Halima        | Inmune    | Inmune    | Salvada   | Inmune    | Inmune   | Inmune    | Inmune    | Salvada   | Finalista  | Segunda |
|     | Carla         | Repescada | Salvada   | Inmune    | Salvada   | Salvada  | Salvada   | Salvada   | Salvada   | Finalista  | Tercera |
|     | Rocío         | Salvada   | Salvada   | Inmune    | Nominada  | Nominada | Salvada   | Salvada   | Inmune    | Finalista  | Cuarta  |
|     | Bernabé       | Salvado   | Salvado   | Inmune    | Salvado   | Salvado  | Nominado  | Nominado  | Salvado   | Finalista  | Quinto  |
|     | Geraldine     | Inmune    | Inmune    | Nominada  | Salvada   | Inmune   | Salvada   | Inmune    | Salvada   | Expulsada* |         |
|     | Ángel         | Inmune    | Inmune    | Salvado   | Salvado   | Inmune   | Salvado   | Inmune    | Expulsado |            |         |
|     | M.ª del Pilar | Salvada   | Salvada   | Salvada   | Inmune    | Salvada  | Salvada   | Expulsada |           |            |         |
|     | Alicia        | Salvada   | Salvada   | Salvada   | Inmune    | Nominada | Inmune    | Expulsada |           |            |         |
|     | Ingrid        | Nominada  | Nominada  | Salvada   | Inmune    | Salvada  | Inmune    | Expulsada |           |            |         |
|     | Valentín      | Salvado   | Salvado   | Salvado   | Inmune    | Salvado  | Expulsado |           |           |            |         |
|     | Miriam        | Salvada   | Salvada   | Inmune    | Salvada   | Salvada  | Expulsada |           |           |            |         |
|     | Marta         | Salvada   | Salvada   | Inmune    | Expulsada |          |           |           |           |            |         |
|     | Pablo         | Salvado   | Salvado   | Salvado   | Expulsado |          |           |           |           |            |         |
|     | Ana María     | Inmune    | Inmune    | Salvada   | Expulsada |          |           |           |           |            |         |
|     | Tonino        | Inmune    | Inmune    | Expulsado |           |          |           |           |           |            |         |
|     | Leo           | Salvado   | Expulsado |           |           |          |           |           |           |            |         |
|     | Daniel        | Expulsado |           |           |           |          |           |           |           |            |         |
|     | Tony          | Abandono  |           |           |           |          |           |           |           |            |         |

- Carla entró repescada tras el abandono de Tony.
- Rocío y Alicia fueron cambiadas de mentor, en el 5.º programa cuándo, Torreblanca, dijo que sus postres le habían decepcionado.
- En la semifinal, Geraldine ocupó la plaza de nominado de Bernabé, al pensar que él había realizado un mejor trabajo.

### Episodios y audiencias
| Fecha      | Características del programa                                                        | Audiencia        |
| ---------- | ----------------------------------------------------------------------------------- | ---------------- |
| 03/01/2014 | 1.er casting                                                                        | 954 000 (5,2%)   |
| 07/01/2014 | 2.º casting, La Academia del Gusto y presentación de los concursantes               | 1 112 000 (6,1%) |
| 14/01/2014 | Gala 1: Abandono forzado de Tony, repesca de Carla y expulsión de Daniel            | 1 287 000 (7,4%) |
| 21/01/2014 | Gala 2: Expulsión de Leo                                                            | 1 302 000 (7,7%) |
| 28/01/2014 | Gala 3: Expulsión de Tonino                                                         | 1 283 000 (7,6%) |
| 04/02/2014 | Gala 4: Expulsión de Ana María, Pablo y Marta                                       | 915 000 (5,3%)   |
| 14/02/2014 | Gala 5: Sin expulsión                                                               | 923 000 (5,5%)   |
| 21/02/2014 | Gala 6: Expulsión de Miriam y Valentín                                              | 1 050 000 (5,7%) |
| 28/02/2014 | Gala 7: Expulsión de Ingrid, Alicia y María del Pilar                               | 630 000 (4,0%)   |
| 07/03/2014 | Gala 8: Expulsión de Ángel                                                          | 954 000 (5,3%)   |
| 14/03/2014 | Gala 9 (Semifinal): Expulsión de Geraldine                                          | 971 000 (6,7%)   |
| 21/03/2014 | Gala 10 (Final): David, ganador2.ª: Halima / 3.ª: Carla / 4.ª: Rocío / 5.º: Bernabé | 890 000 (6,1%)   |

## PalmarésDeja sitio para el postre
| Edición                   | Fecha | Ganador      | Subcampeón    | Tercer lugar |
| ------------------------- | ----- | ------------ | ------------- | ------------ |
| Deja sitio para el postre | 2014  | David Molina | Halima Mourid | Carla León   |

## Audiencias

### Deja sitio para el postre: Ediciones
| Edición                   | Fecha | Cadena | Espectadores | Cuota de pantalla | Gran final     |
| ------------------------- | ----- | ------ | ------------ | ----------------- | -------------- |
| Deja sitio para el postre | 2014  | Cuatro | 1 020 000    | 6,2%              | 890 000 (6,1%) |